# Chevenez
Chevenez är en ort i kommunen Haute-Ajoie i kantonen Jura i Schweiz. Den är kommunens huvudort och ligger cirka 26,5 kilometer väster om Delémont. Orten har 644 invånare (2021).
Orten var före den 1 januari 2009 en egen kommun, men slogs då samman med kommunerna Damvant, Réclère och Roche-d'Or till den nya kommunen Haute-Ajoie.